# 장덕 (관직)
장덕(將德)은 백제의 제 7품 관등으로, 260년 고이왕 27년 개혁으로 만들어졌다. 정원은 정하여 있지 않았으며, 자색 대를 둘렀다.

## 같이 보기
- 백제의 관직